# David Icke
David Vaughan Icke (Leicester, 1952. április 29. ~) brit író, előadó, összeesküvés-elméletek publicistája, egykori labdarúgó és sportközvetítő.
2024-ben Durek Verrett, Alex Jones, Renaud Camus, Kanye West, Robert F. Kennedy Jr., John Cusack mellett a "húsz legbefolyásosabb összeesküvés-elmélet hívő" egyikeként jellemezték.

## Élete
1967-ben a Coventry City Football Club 1 kapusaként kezdte labdarúgó-karrierjét. Később más csapatoknál dolgozott, mígnem 1973-ban kénytelen volt abbahagyni labdarúgó-pályafutását, ízületi gyulladás miatt. Ezután sportújságíróként dolgozott. 
Az 1980-as években kezdett foglalkozni az alternatív gyógyászattal, a New Age filozófiájával és metafizikai kérdésekkel.
Az 1980-as évek végétől az 1990-es évek elejéig rövid ideig a brit Zöld Párt (Green Party) szóvivője volt.
Az 1990-es évek közepe óta ezoterikus és összeesküvés-elméleteket képvisel szerzőként és előadóként.
Több mint húsz könyvet írt, amelyek gyakran magánkiadásban jelentek meg, és több mint 25 országban tartott előadásokat.

## Művei

### Magyarul megjelentek
- ...és az igazság felszabadít. XXI. századi kiadás. A globális ügyek mögött meghúzódó titkolt forgatókönyv elképesztő leleplezése, mely oly megdöbbentően pontosnak bizonyult a napi események előrejelzésében, 1-2.; Ez Van, Budapest, 2006–2007
- A végtelen szeretet az egyetlen igazság, minden más illúzió : az álomvilág leleplezése, amit "valósnak" hiszünk; ford. Szücs Károly; Ez Van, Budapest, 2009
- Emberi faj, emelkedj fel. Ébred már az oroszlán; Angyali Menedék, Budapest, 2014
- Emlékezz, ki vagy. Emlékezz, "hol" vagy, honnan "jöttél". Emlékezz!; Ez Van Budapest, 2016
- Minden, amit tudnod kell, de sosem mondták el, 1-2.; ford. Szücs Zsac Zsolt, Zsuska; Ez Van, Budapest, 2018–2021

### Angolul megjelent könyvek
- (1983) It's a Tough Game, Son!, London: Piccolo Books. ISBN 0-330-28047-3
- (1989) It Doesn't Have To Be Like This: Green Politics Explained, London: Green Print. ISBN 1-85425-033-7
- (1991) The Truth Vibrations, London: Gateway. ISBN 1-85860-006-5
- (1992) Love Changes Everything, London: HarperCollins Publishers. ISBN 1-85538-247-4
- (1993) In the Light of Experience: The Autobiography of David Icke, London: Warner Books. ISBN 0-7515-0603-6
- (1993) Days of Decision, London: Jon Carpenter Publishing. ISBN 1-897766-01-7
- (1993) Heal the World: A Do-It-Yourself Guide to Personal and Planetary Transformation, London: Gateway. ISBN 1-85860-005-7
- (1994) The Robot's Rebellion, London: Gateway. ISBN 1-85860-022-7
- (1995) … And the Truth Shall Set You Free, Ryde: Bridge of Love Publications. ISBN 0-9538810-5-9
- (1996) I Am Me, I Am Free: The Robot's Guide to Freedom, New York: Truth Seeker. ISBN 0-9526147-5-8
- (1998) Lifting the Veil: David Icke interviewed by Jon Rappoport. New York: Truth Seeker. ISBN 0-939040-05-0
- (1999) The Biggest Secret: The Book That Will Change the World, Ryde: Bridge of Love Publications. ISBN 0-9526147-6-6
- (2001) Children of the Matrix, Ryde: Bridge of Love Publications. ISBN 0-9538810-1-6
- (2002) Alice in Wonderland and the World Trade Center Disaster, Ryde: Bridge of Love Publications. ISBN 0-9538810-2-4
- (2003) Tales from the Time Loop, Ryde: Bridge of Love Publications. ISBN 0-9538810-4-0
- (2005) Infinite Love Is the Only Truth: Everything Else Is Illusion, Ryde: Bridge of Love Publications. ISBN 0-9538810-6-7
- (2007) The David Icke Guide to the Global Conspiracy (and how to end it), Ryde: David Icke Books Ltd. ISBN 978-0-9538810-8-6
- (2010) Human Race Get Off Your Knees: The Lion Sleeps No More, Ryde: David Icke Books Ltd. ISBN 978-0-9559973-1-0
- (2012) Remember Who You Are: Remember 'Where' You Are and Where You 'Come' From, Ryde: David Icke Books Ltd. ISBN 0-9559973-3-X
- (2013) The Perception Deception: Or … It's All Bollocks — Yes, All of It, Ryde: David Icke Books Ltd. ISBN 978-0-955997389
- (2016) Phantom Self (And how to find the real one), Ryde: David Icke Books Ltd. ISBN 978-0-9576308-8-8
- (2017) Everything You Need To Know But Have Never Been Told, Ryde: David Icke Books Ltd. ISBN 978-1527207264
- (2019) The Trigger: The Lie That Changed The World, Ryde: David Icke Books Ltd. ISBN 978-1-916025806
- (2020) The Answer, Ryde: David Icke Books Ltd. ISBN 978-1916025820
- (2021) Perceptions of a Renegade Mind, Ryde: David Icke Books Ltd. ISBN 978-1838415310
- (2022) The Trap : What it is, how is works, and how we escape its illusions, Ryde: David Icke Books Ltd. ISBN 978-1838415327
- (2023) The Dream: The Extraordinary Revelation Of Who We Are And Where We Are. David Icke Books. ISBN 978-1838415334